# ۱۲۸۴ (خورشیدی)
۱۲۸۴ هزار و دویست و هشتاد و چهارمین سال هجری خورشیدی، سالی کبیسه است.

## زادگان
- ۳۰ خرداد - امین‌الله آندره حسین، آهنگساز
- ۲ تیر - حسینعلی راشد، روحانی، نویسنده، مبلغ مذهبی، زندانی سیاسی و نمایندهٔ تهران در مجلس شورای ملی
- ۲۱ شهریور - علی امینی، سیاستمدار ایرانی و نخست وزیر ایران در دوران سلطنت محمدرضا شاه پهلوی
- ۱۲ آذر - غلامحسین صدیقی، استاد دانشگاه و سیاستمدار ایرانی عضو جبهه ملی ایران.
- ۱۵ دی -سید کاظم شریعت‌مداری، مرجع تقلید شیعه در ایران
- ۱۵ بهمن - فیروز آذرگشسپ، [۱] یک موبد زرتشتی، فرزندِ موبد دستور نامدار و زاده شده در شهر یزد بود.[۲]
- ۷ اسفند - دکتر یدالله سحابی، سیاستمدار و از مؤسسین و اعضای نهضت آزادی ایران
- قمرالملوک وزیری، خواننده آوازهای موسیقی سنتی ایرانی (زاده شهر تاکستان)
- ملکه عصمت دولتشاهی، همسر آخر رضاشاه پهلوی (زاده کرمانشاه)

## درگذشتگان
- عزت‌الدوله، خواهر ناصرالدین شاه و همسر امیرکبیر